# ميخائيل سكوت (لاعب كرة قدم)
ميخائيل سكوت (بالإنجليزية: Michael Scott)‏ (3 يونيو 1993 باسكتلندا في المملكة المتحدة - ) هو لاعب كرة قدم بريطاني في مركز الهجوم. لعب مع نادي ليفينغستون لكرة القدم.

## وصلات خارجية
- ميخائيل سكوت على موقع قاعدة بيانات كرة القدم.إي يو (الإنجليزية)
- ميخائيل سكوت على موقع قاعدة بيانات كرة القدم.إي يو (الإنجليزية)
- ميخائيل سكوت على موقع قاعدة بيانات كرة القدم.إي يو (الإنجليزية)
- ميخائيل سكوت على موقع Soccerway.com (الإنجليزية)